# Johan Alonzo
Johan Alonzo (Ciudad Juárez, Chihuahua; 1 de mayo de 1999) es un futbolista mexicano, juega como Mediocampista y su equipo actual es el Cancún FC de la Liga de Expansión MX.

## Trayectoria
Formación en Club León
Empezó jugando en 2015 con la categoría sub-17 del León y fue subiendo de categoría, incluso consiguiendo un subcampeonato de Liga MX Sub-20 en 2018.

### Alebrijes de Oaxaca
En 2021 se incorpora a Alebrijes de Oaxaca donde debuta en Liga de Expansión el 19 de enero de 2021, entrando de cambio por Rodolfo Vilchis en una derrota por 0-1 contra Tepatitlán FC.

### Cancún Fútbol Club
Para 2022 llega a Cancún FC.

## Palmarés

### Títulos nacionales
| Título                            | Club   | País   | Año  |
| --------------------------------- | ------ | ------ | ---- |
| Liga de Expansión MX              | Cancún | México | 2023 |
| Campeón de Campeones Expansión MX | Cancún | México | 2024 |